# Andorra Challenger 2004
L'Andorra Challenger 2004 è stato un torneo di tennis facente parte della categoria ATP Challenger Series nell'ambito dell'ATP Challenger Series 2004. Il torneo si è giocato a Andorra in Andorra dal 21 al 26 giugno 2004 su campi in cemento.

## Vincitori

### Singolare
Kevin Kim ha battuto in finale  Gilles Müller 6-4, 6-0

### Doppio
Gilles Müller /  Aisam-ul-Haq Qureshi hanno battuto in finale  Santiago González /  Alejandro Hernández 6-3, 7-5